# Drosophila meridiana
Drosophila meridiana Patterson e Wheeler, 1942, è un insetto del genere Drosophila (Diptera: Drosophilidae), sottogenere Drosophila, nativo dell'America del Nord.